# Bistum Río Gallegos
Das Bistum Rio Gallegos (lat.: Dioecesis Rivogallaecensis, span.: Diócesis de Río Gallegos) ist eine in Argentinien gelegene römisch-katholische Diözese mit Sitz in Río Gallegos.
Es wurde am 10. April 1961 durch Papst Johannes XXIII. mit der Päpstlichen Bulle Ecclesiarum omnium aus Gebietsabtretungen des Bistums Comodoro Rivadavia errichtet und dem Erzbistum Bahía Blanca als Suffraganbistum unterstellt.
Innerhalb der Diözese, welche ein Missionsgebiet der Salesianer Don Boscos darstellt, die auch bis heute die Leitung der Diözese innehaben, gibt es 14 Niederlassungen von Frauenorden und 8 Niederlassungen verschiedener Männerorden.
Die Kathedrale trägt den Titel Nuestra Señora de Luján.

## Bischöfe von Río Gallegos
- Mauricio Eugenio Magliano SDB (1961–1974)
- Miguel Angel Alemán Eslava SDB (1975–1992)
- Alejandro Antonio Buccolini SDB (1992–2005)
- Juan Romanin SDB (2005–2012)
- Miguel Ángel D’Annibale (2013–2018, dann Bischof von San Martín)
- Jorge Ignacio García Cuerva (2019–2023, dann Erzbischof von Buenos Aires)
- Ignacio Damián Medina (seit 2023)

## Weblinks

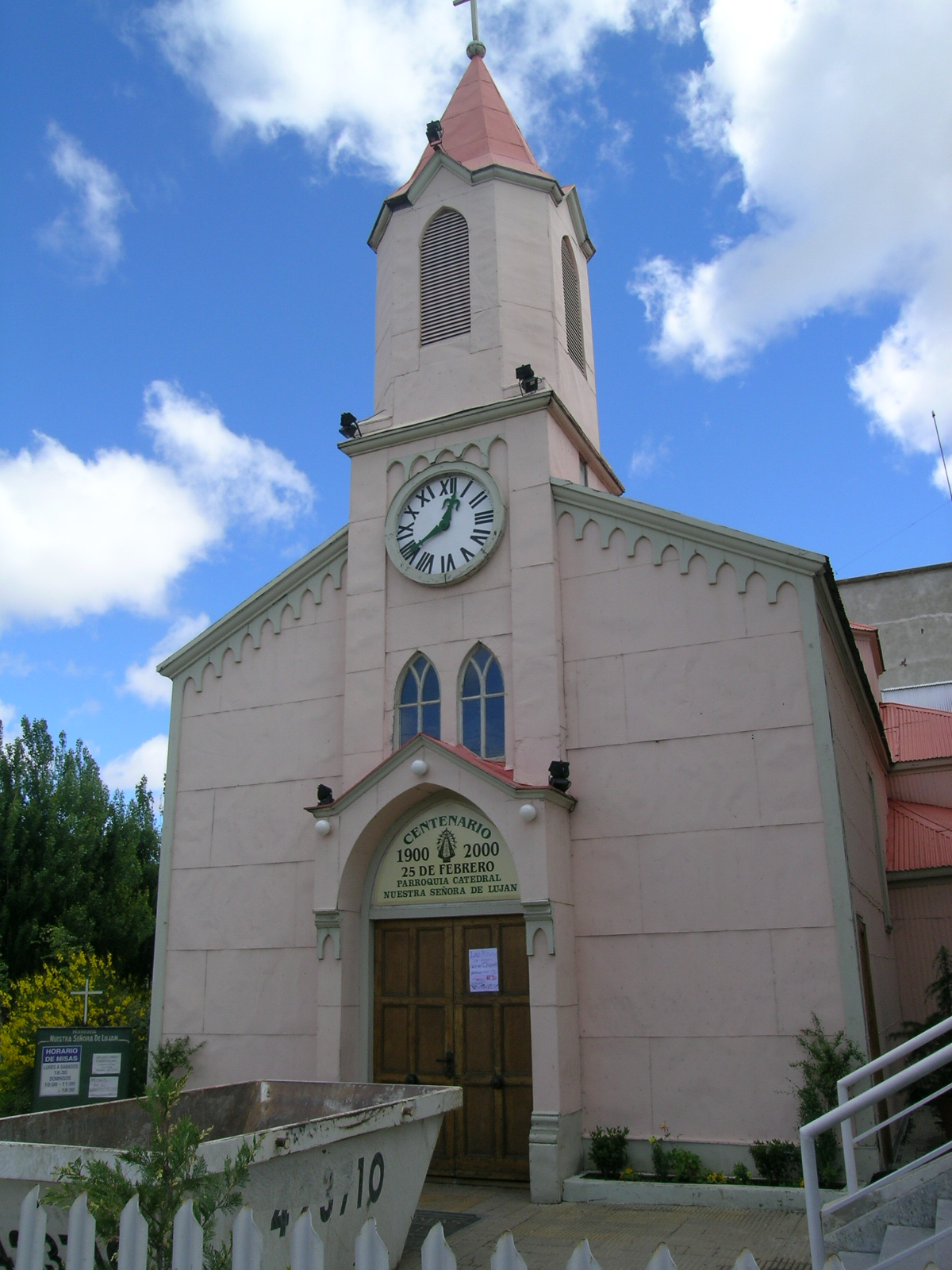
Kathedralkirche Nuestra Señora de Luján